# Gelsenkirchen
Gelsenkirchen is een kreisfreie Stadt in de Duitse deelstaat Noordrijn-Westfalen, gelegen in het Ruhrgebied. Gelsenkirchen telt 259.105 inwoners (31 december 2020) op een oppervlakte van 104,94 km². Op 31 december 2020 had 24,18% van de inwoners een niet-Duits staatsburgerschap (62.640 niet-Duitsers) en hadden 380 inwoners het Nederlandse staatsburgerschap.
De stad in huidige vorm is het resultaat van meerdere herindelingen. Zo werd onder meer de stad Buer in 1928 bij Gelsenkirchen gevoegd.

## Plaatsen/stadsdelen

Stadsdelen van Gelsenkirchen

Gelsenkirchen bestaat uit 5 Stadtbezirken die zijn onderverdeeld in stadsdelen:
| - Gelsenkirchen-Nord: Buer, Scholven, Hassel - Gelsenkirchen-Mitte: Altstadt, Bismarck, Bulmke-Hüllen, Feldmark, Heßler, Schalke, Schalke-Nord - Gelsenkirchen-West: Horst, Beckhausen - Gelsenkirchen-Ost: Erle, Resse, Resser Mark - Gelsenkirchen-Süd: Neustadt, Ückendorf, Rotthausen |

## Kunst en cultuur

### Musea
- Kunstmuseum Gelsenkirchen in het stadsdeel Gelsenkirchen-Buer

### Sport
De oudste voetbalclub van de stad is SuS Schalke 1896 (Schalke werd wel pas een stadsdeel van Gelsenkirchen in 1903). Deze club was vrij succesvol in de periode voor de Eerste Wereldoorlog en was met uitzondering van enkele seizoenen actief op het hoogste niveau tot 1932. In deze tijd was het voetbal in Duitsland nog regionaal sterk verdeeld en meerdere clubs speelden op het hoogste niveau zoals BV 04 Gelsenkirchen, SC Gelsenkirchen 07, SV Alemannia 1911 Gelsenkirchen, SV Union 1910 Gelsenkirchen, Erler SV 08, BV Buer 07 en STV Horst-Emscher. 
Gelsenkirchen is vooral bekend vanwege voetbalvereniging FC Schalke 04 (afkomstig uit het stadsdeel Schalke), die tot de Duitse top behoort. FC Schalke 04 (kortweg Schalke) speelt in de Veltins Arena. De club promoveerde in 1926 voor het eerst naar de hoogste klasse en werd meteen kampioen. Schalke vestigde zich zelfs al meteen bij de nationale top en vanaf 1932 tot 1942 was de club telkens bij de laatste twee clubs voor de landstitel en won deze zes keer. Later won de club nog één keer de titel. De andere clubs uit de stad verdwenen in de anonimiteit, als ze het al overleefden. FC Schalke 04 speelt momenteel in de 2. Bundesliga, nadat de club in 2023 degradeerde. 
Gelsenkirchen was speelstad bij het WK voetbal van 1974 en 2006 en het EK voetbal van 1988 en 2024. De twee eerst gehouden toernooien werden gespeeld in het Parkstadion. In 2006 en 2024 werd gespeeld in de Veltins Arena. Ook de Finale UEFA Champions League 2004 werd daar in Gelsenkirchen gespeeld.
Voetbalstadion Veltins Arena werd ook gebruikt voor het WK ijshockey van 2010. Dit zorgde voor een nieuw toeschouwersrecord voor ijshockey met 77.803 toeschouwers. Het stadion wordt in de winter ook gebruikt voor wedstrijden van de Wereldbeker biatlon.
Gelsenkirchen heeft de grootste drafrenbaan (GelsenTrabPark) van Duitsland.

## Geboren
- Claire Waldoff (1884-1957), zangeres
- Ernst Kuzorra (1905-1990), voetballer en trainer
- Fritz Szepan (1907-1974), voetballer
- Ernst Kalwitzki (1909-1991), voetballer
- August Blumensaat (1911-1989), atleet
- Adolf Urban (1914-1943), voetballer
- Herbert Burdenski (1922-2001), voetballer en trainer
- Ben-Zion Orgad (1926-2006), Israëlisch componist
- Willi Koslowski (1937-2024), voetballer
- Marlene Tackenberg (1975), zangeres van Tic Tac Toe
- Halil Altıntop (1982), Turks voetballer
- Hamit Altıntop (1982), Turks voetballer
- Volkan Ünlü (1983), Duits-Turks voetbaldoelman
- Sebastian Ernst (1984), atleet
- Michael Delura (1985), Duits-Pools voetballer
- Manuel Neuer (1986), voetballer
- Mesut Özil (1988), voetballer
- Danny Latza (1989), voetballer
- İlkay Gündoğan (1990), voetballer
- Cédric Soares (1991), Duits-Portugees voetballer
- Kaan Ayhan (1994), Turks voetballer
- Görkem Sağlam (1998), voetballer
- Ahmed Kutucu (2000), Turks voetballer
- Josefine Osigus (2004), Duits voetbalster

## Galerij

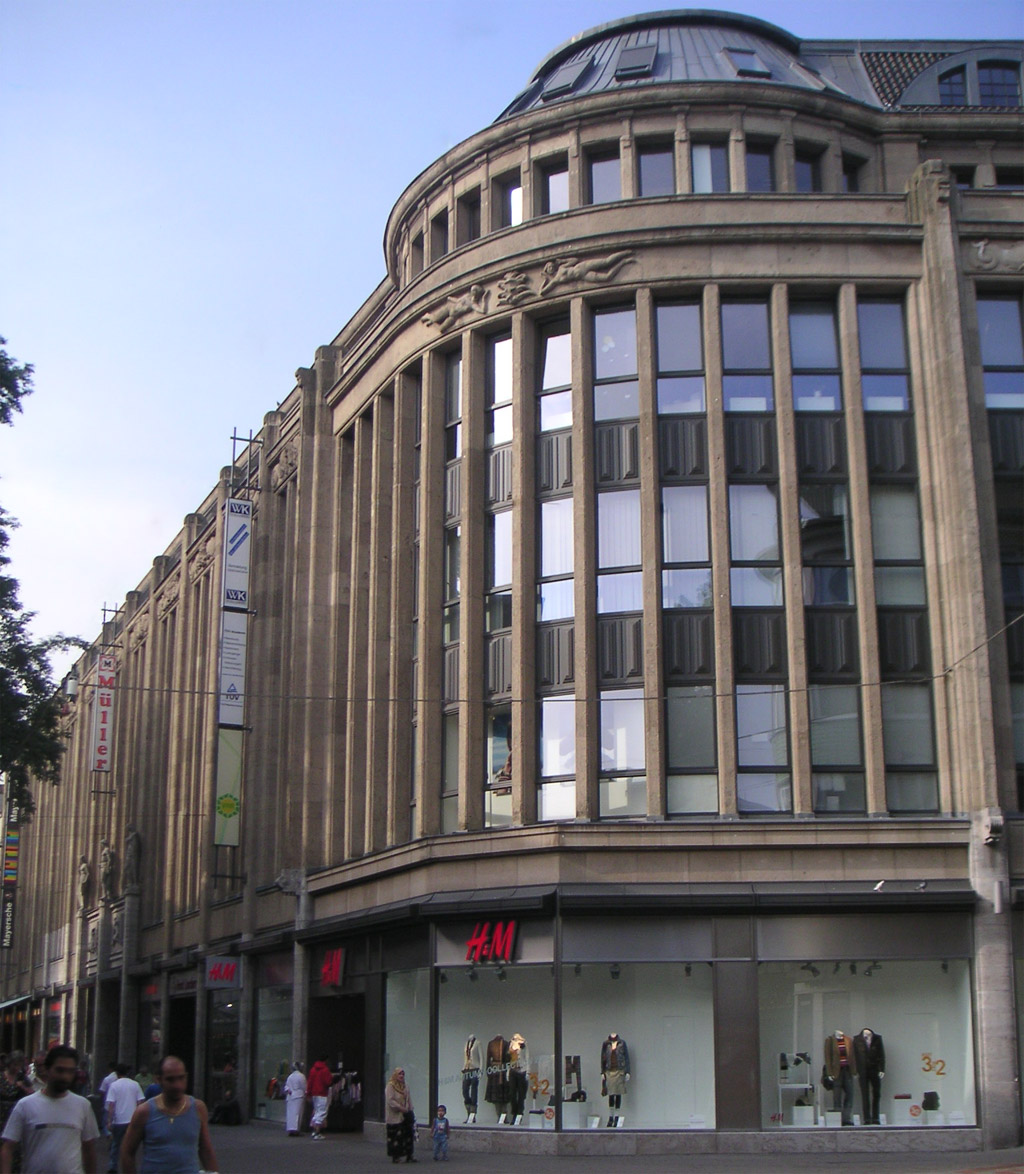
Het zgn. "WeKa-Karee" in de binnenstad
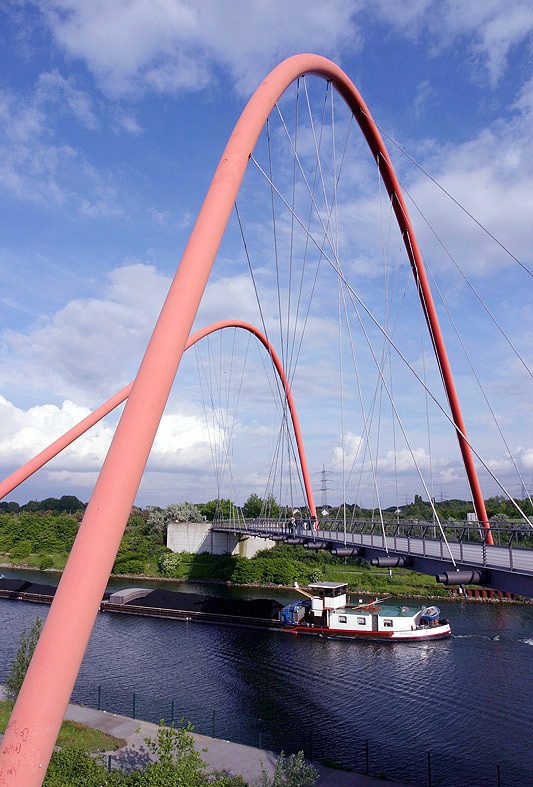
Brug over het Rhein-Herne-Kanaal
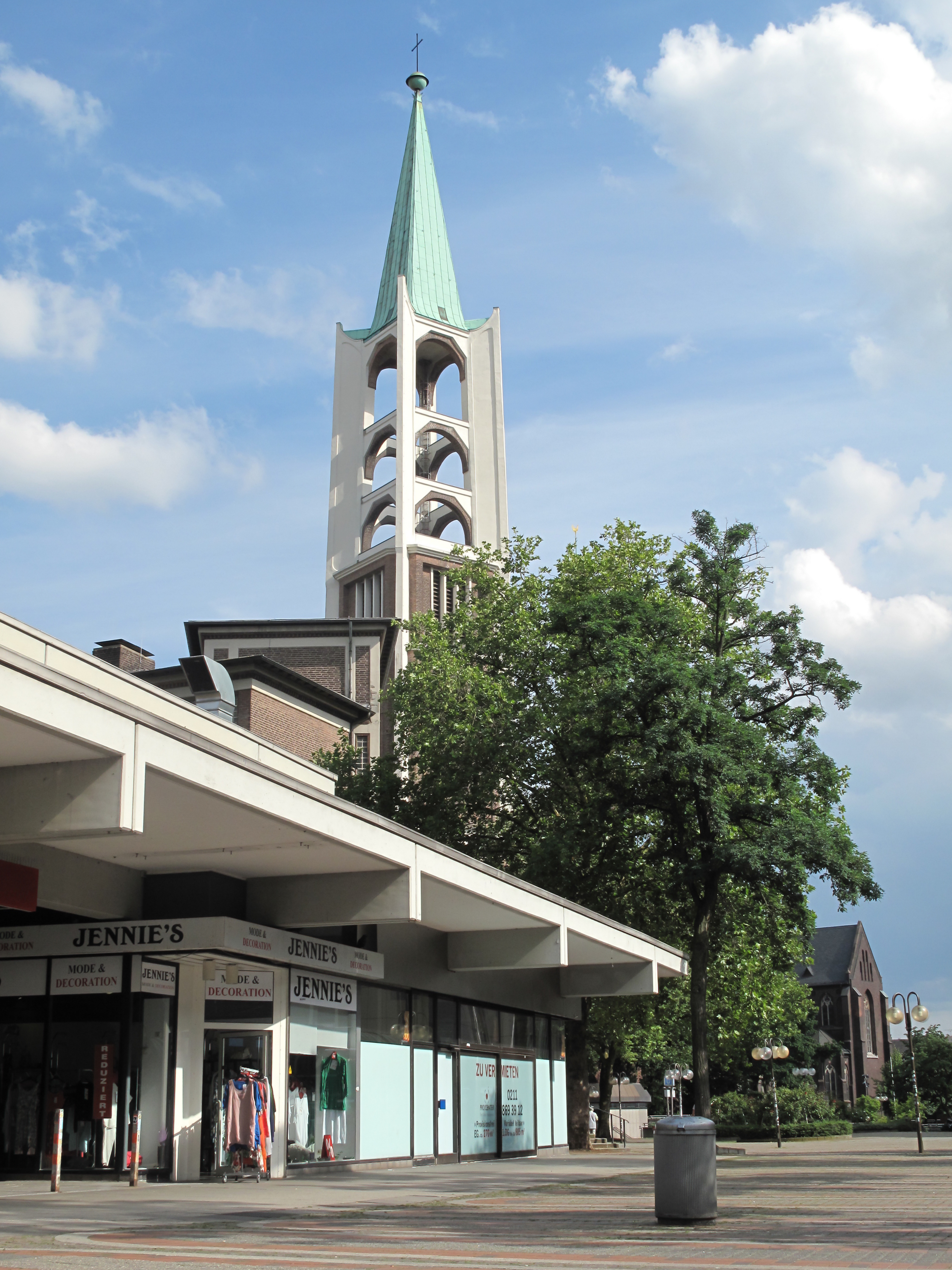
Gelsenkirchen-Mitte, Altstadtkirche
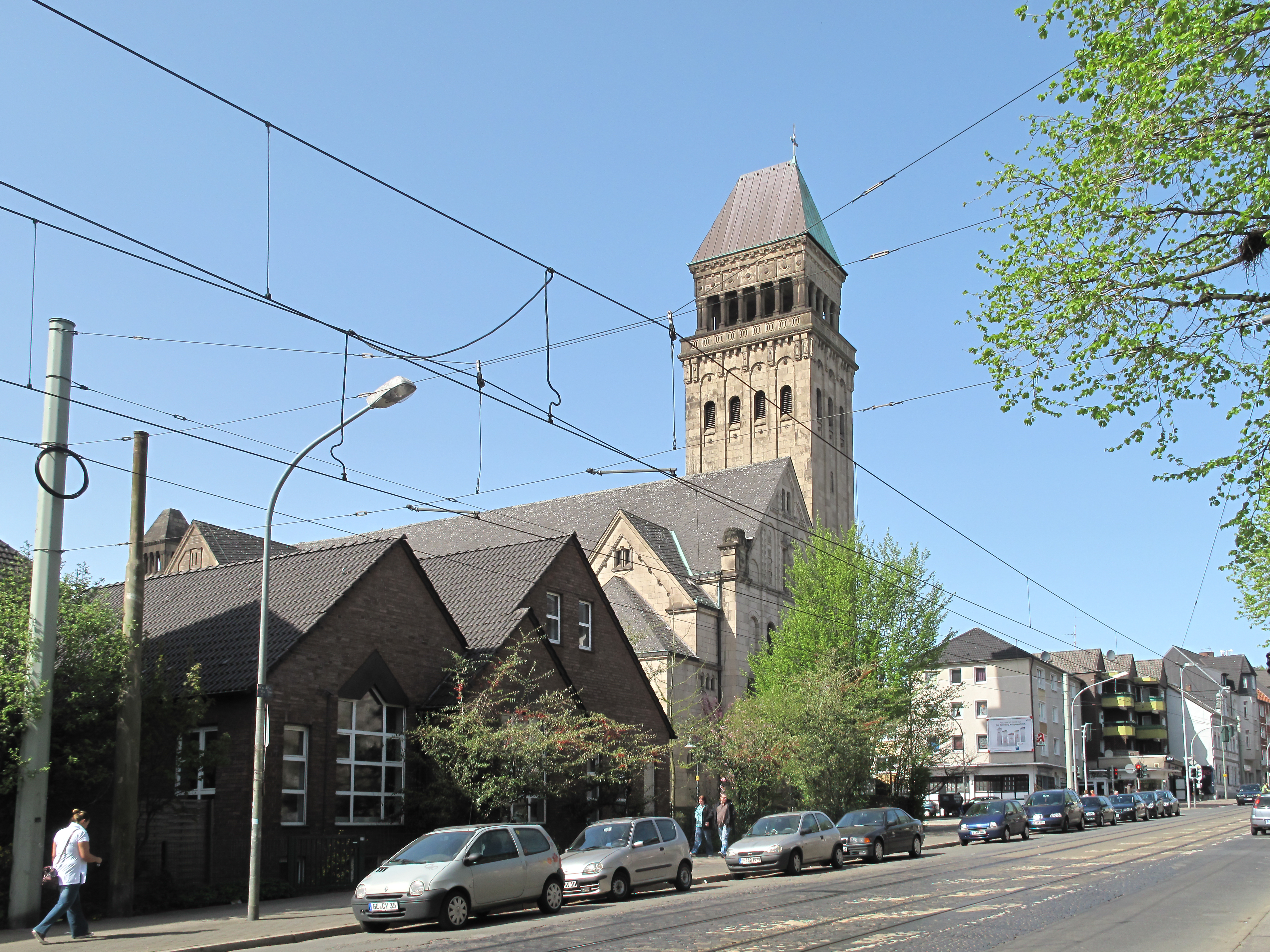
Buer, Sankt Ludgeruskirche
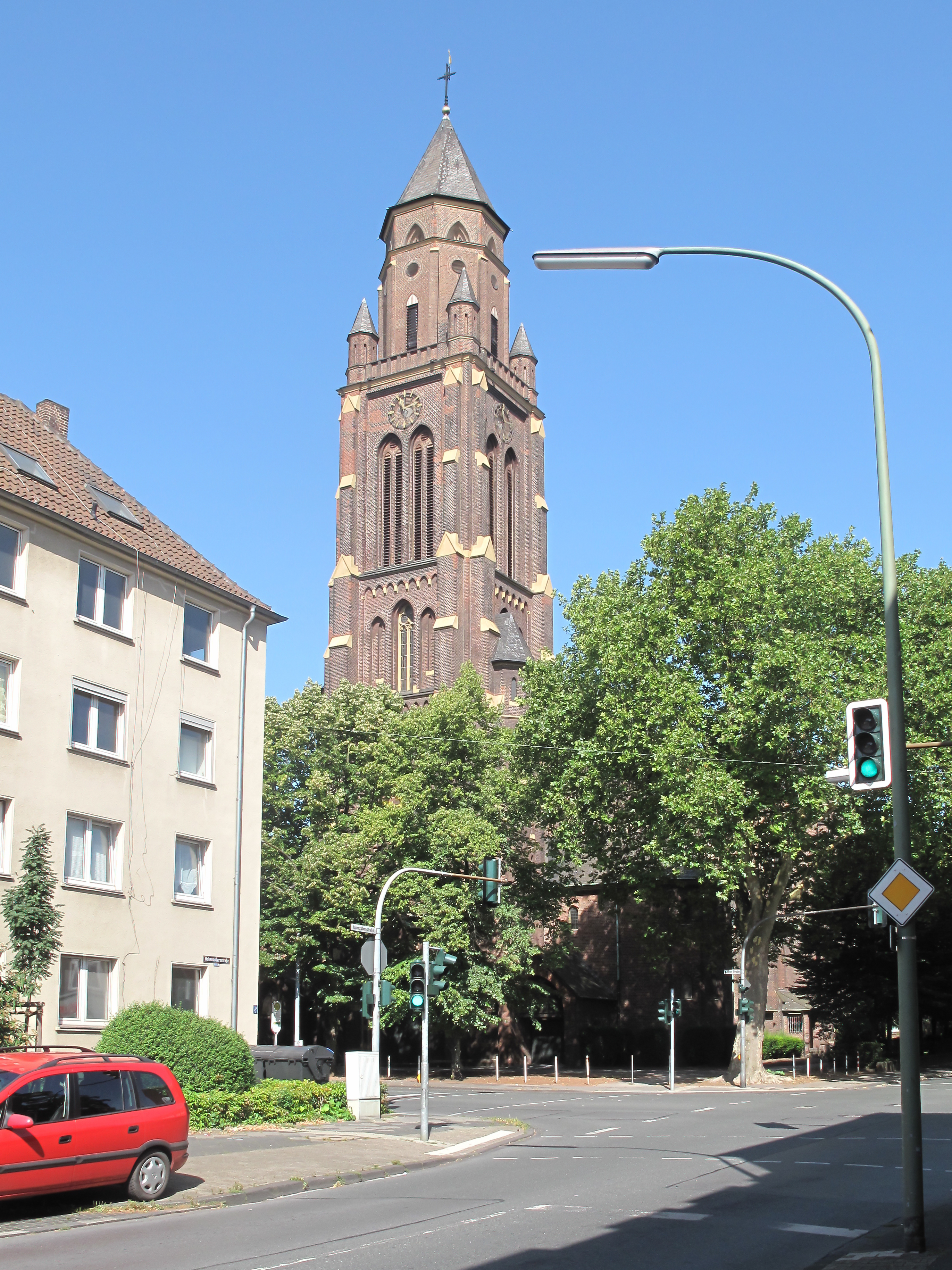
Bulmke-Hüllen, Bulmker Kirche
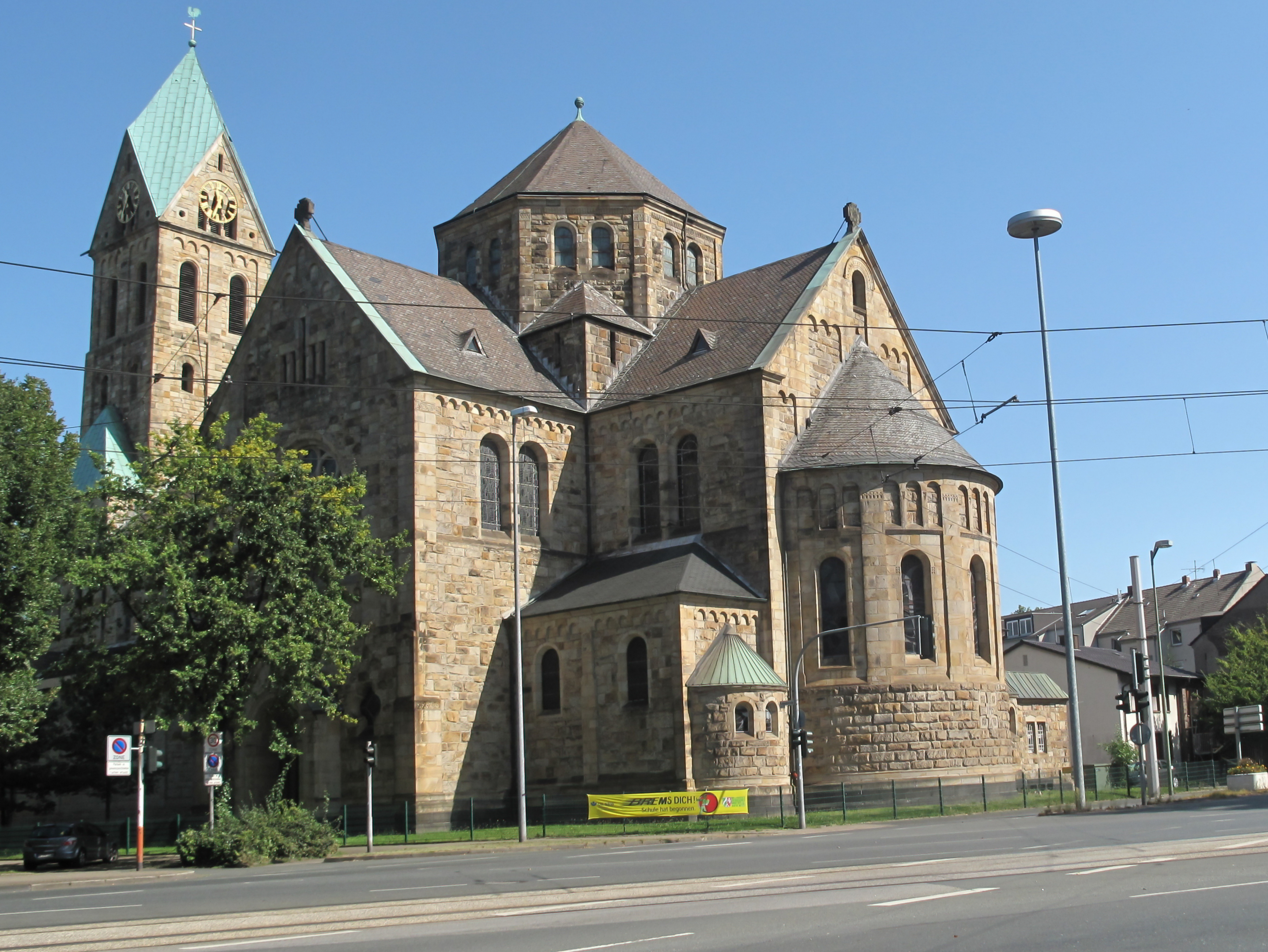
Schalke, Sankt Georgskirche in straatzicht
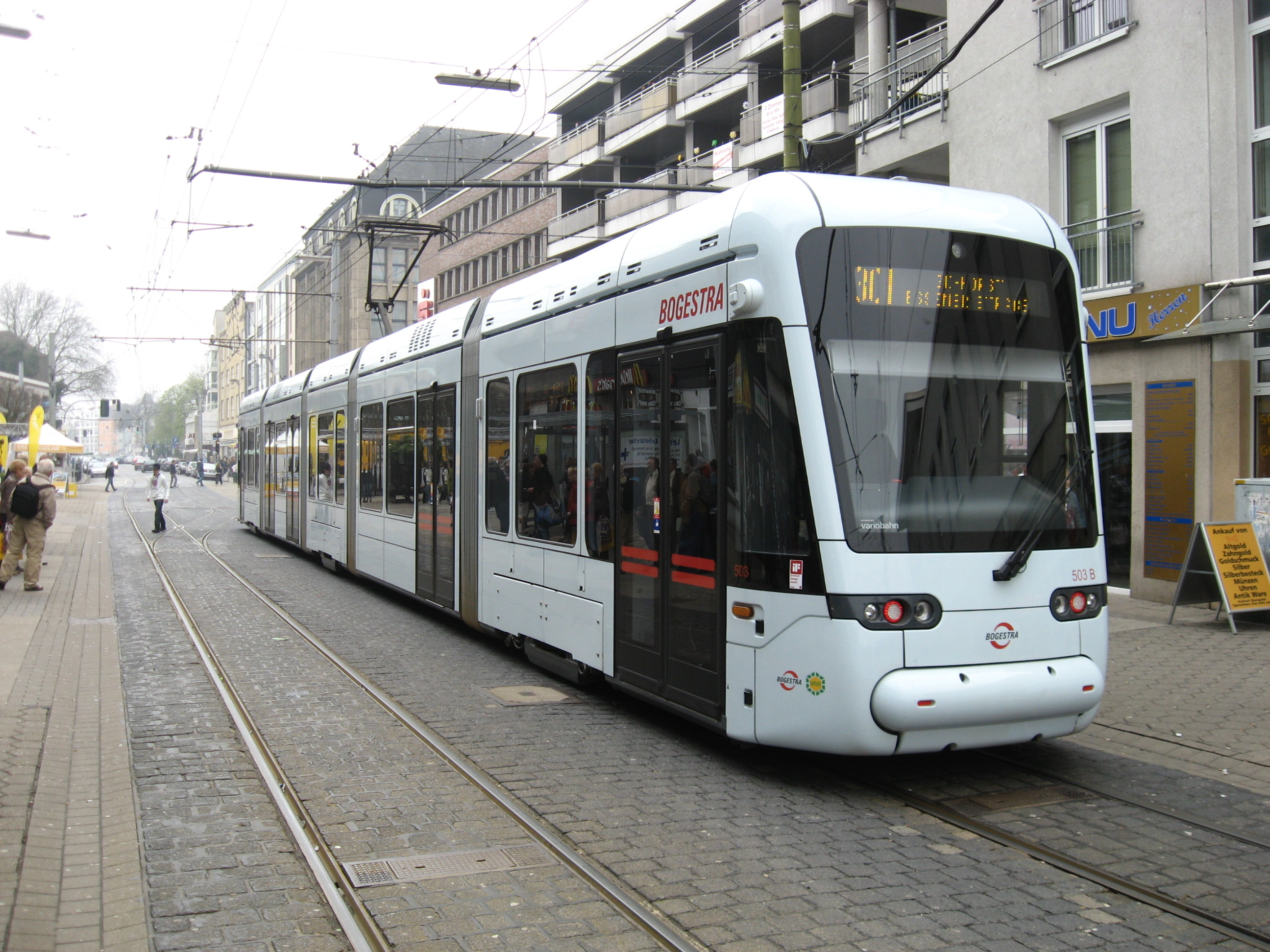
Tram in Gelsenkirchen, 2009
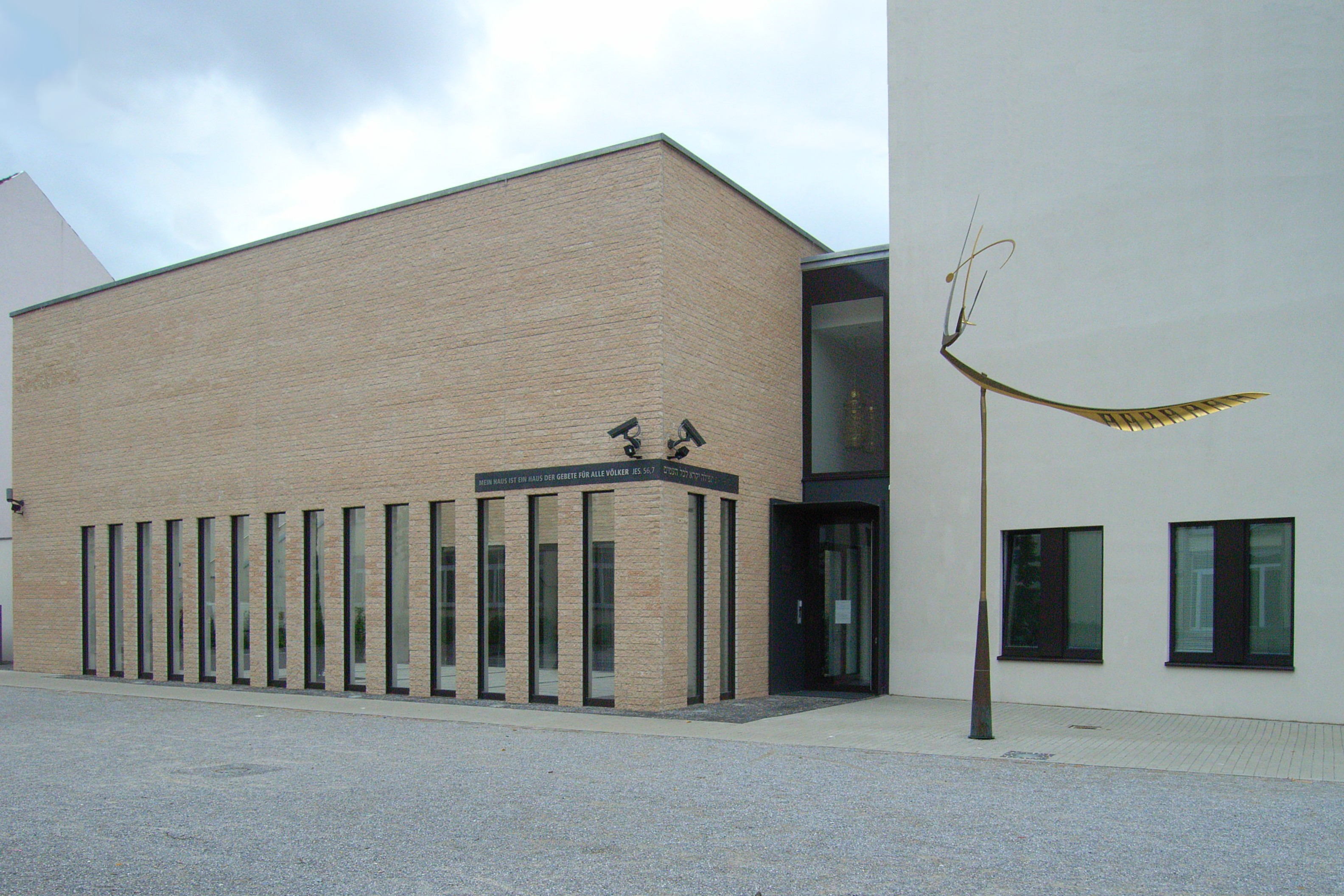
Nieuwe Synagoge
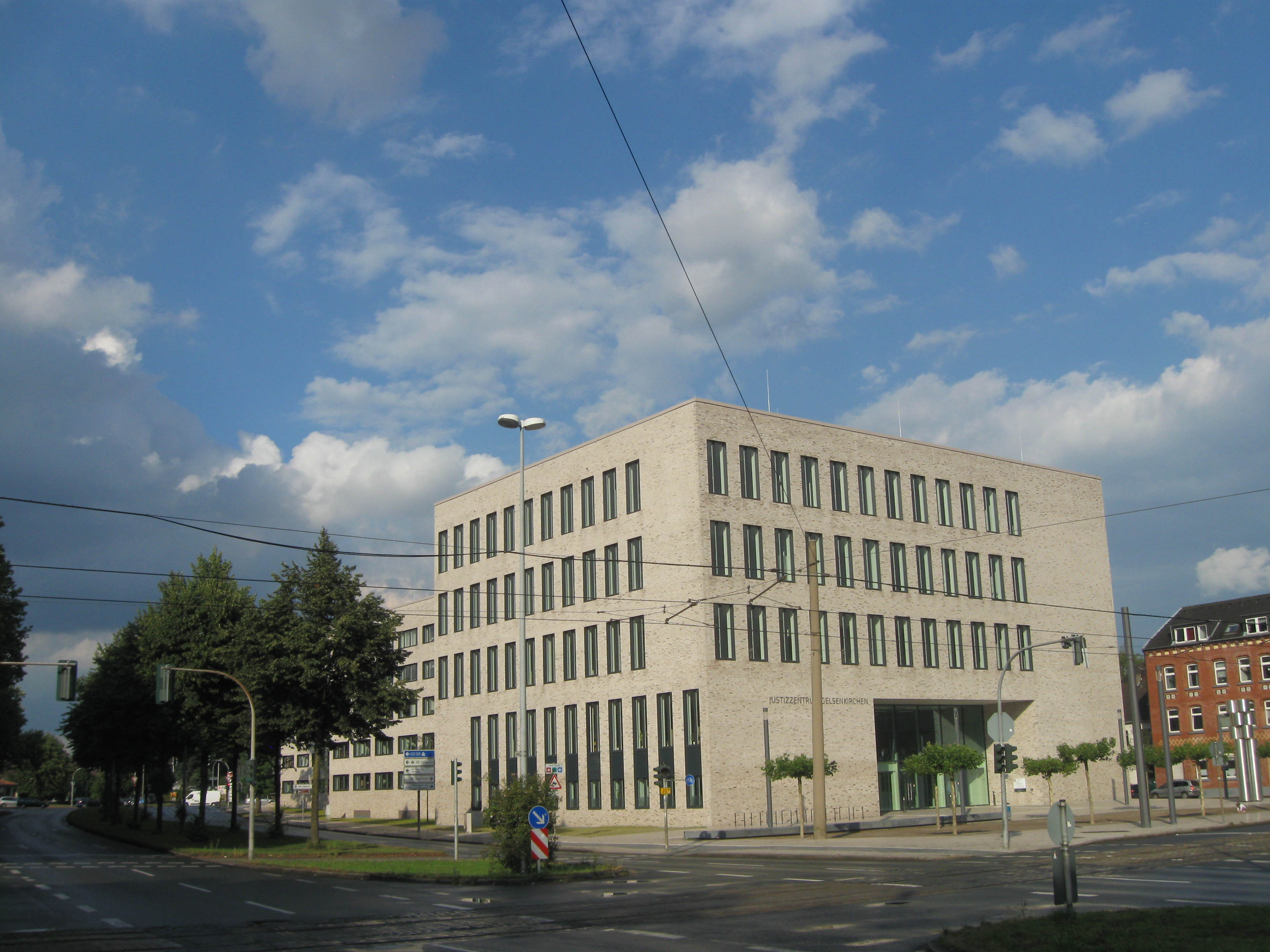
Justitieel complex
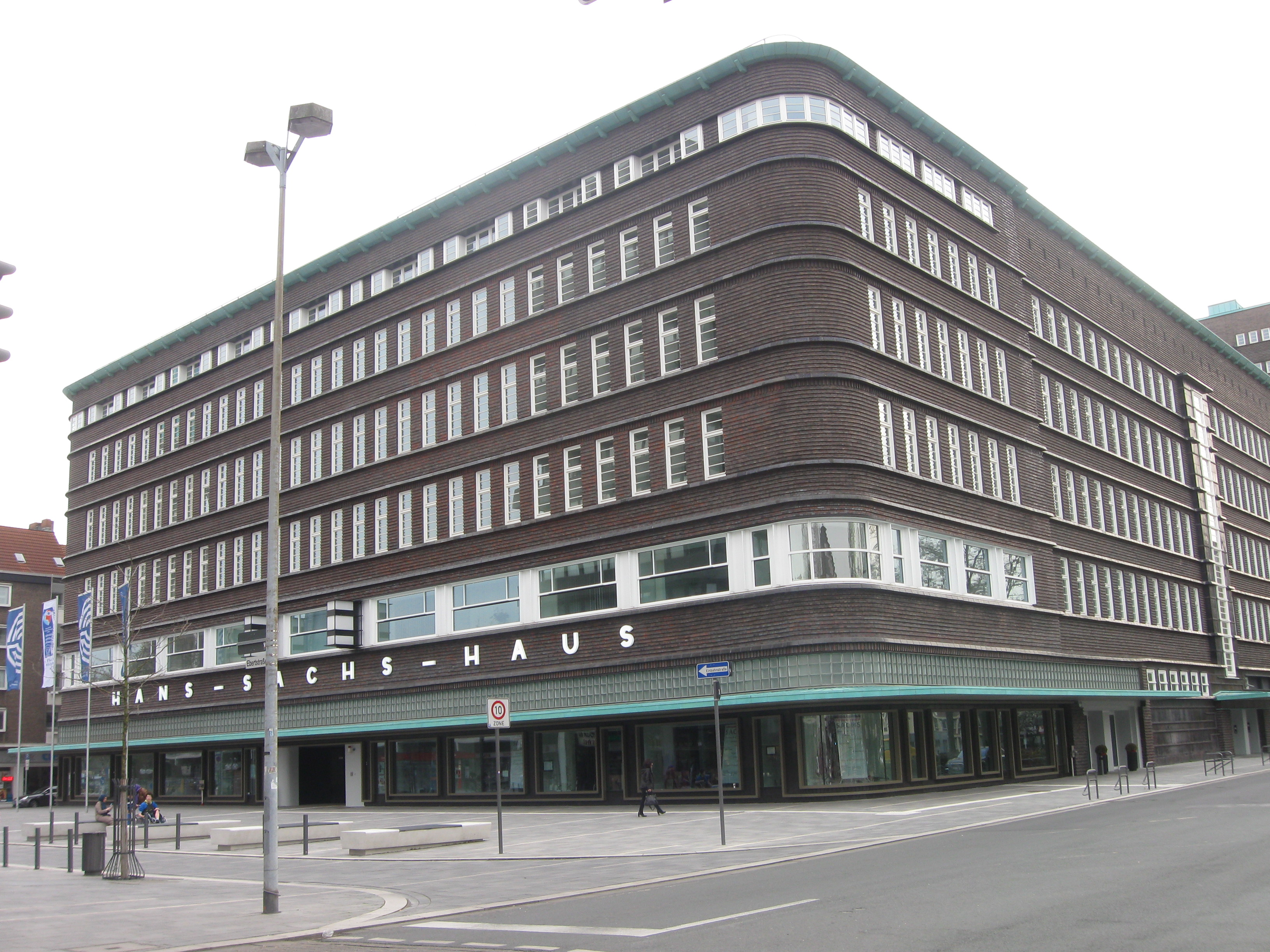
Hans-Sachs-Haus (gebouwd 1927)
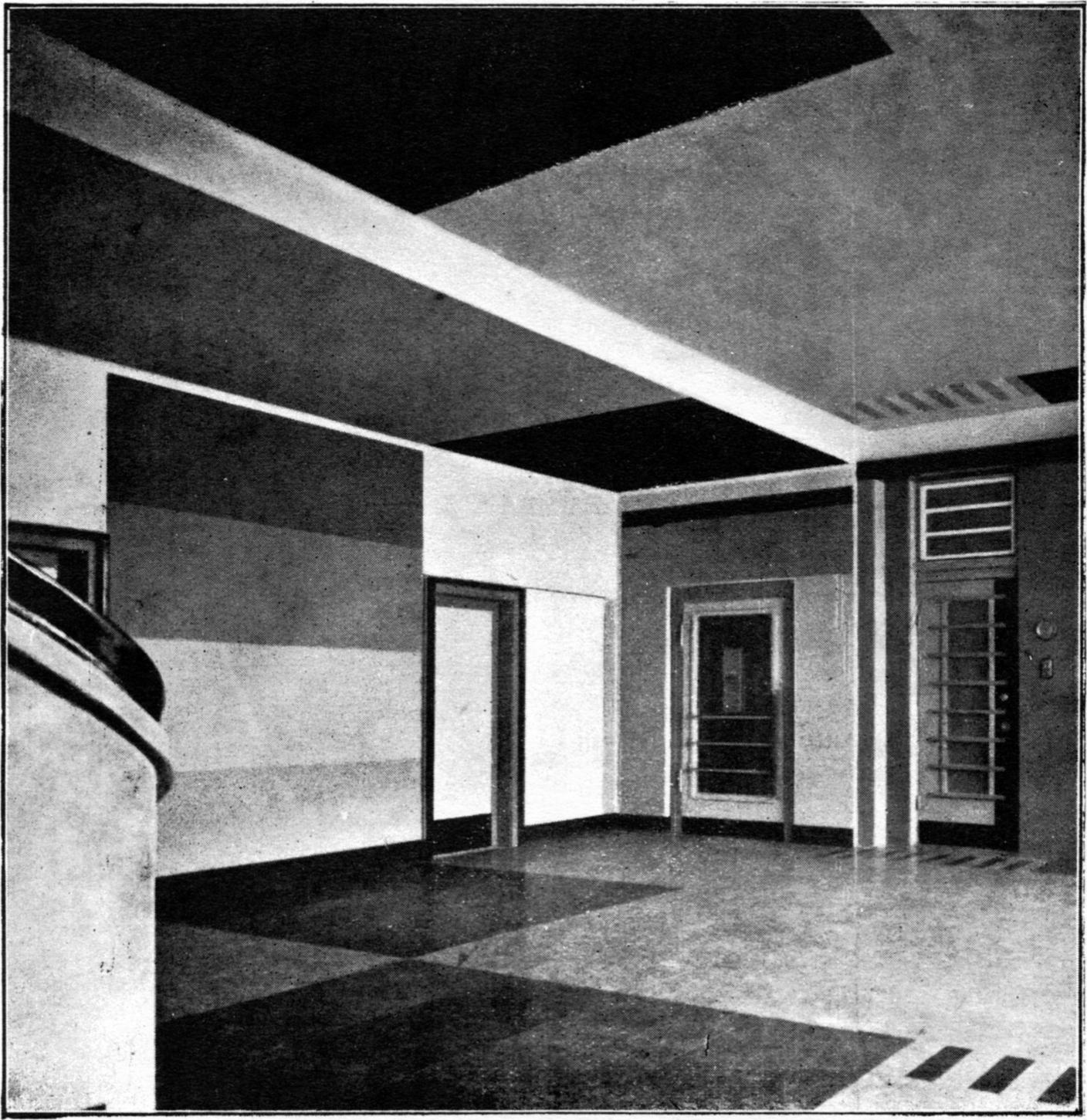
Hans-Sachs-Haus, interieur
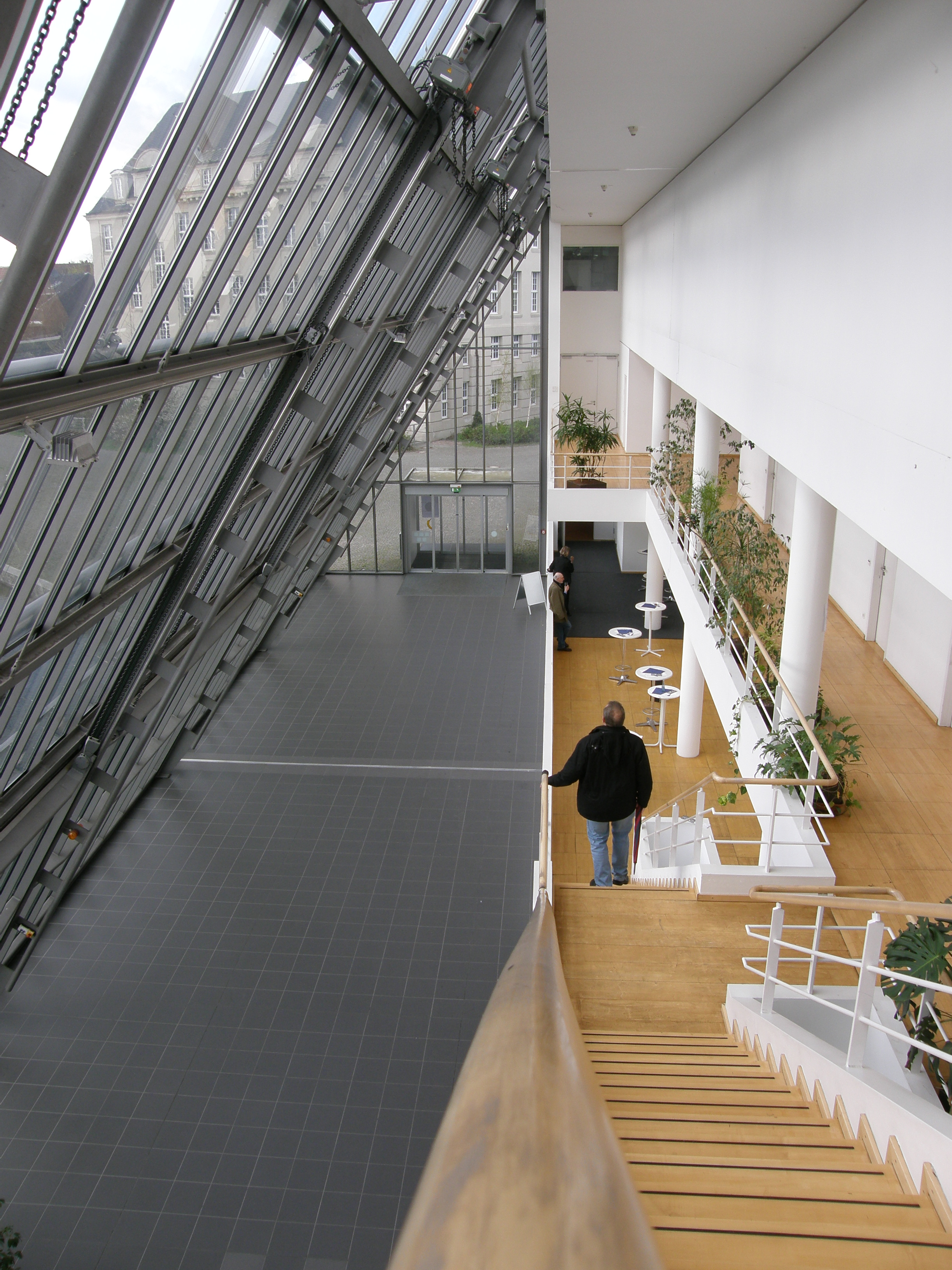
Wissenschaftspark